# 古鯨類
古鯨類（こげいるい、Archaeoceti）は、後世の進化した正鯨類の共通祖先を含むグループとされてきた原始鯨類の分類名。以前の鯨目における分類名は古鯨亜目であり、他の和名に原鯨亜目、原始鯨亜目、昔鯨亜目、ムカシクジラ亜目などがある。
その定義は単系統で「正鯨類以外のクジラ類」とした人為分類であり、多系統からなる実際と乖離している。現在も引き続き用いられることが多いものの、本来は解体の上、再構成されるべきものである。
新生代古第三紀始新世初期（約5,300万年前）ごろに棲息のパキケトゥス科に始まり、同じ世の末期（約3,300万年前）に棲息したバシロサウルス科の絶滅をもって最後とする。
始原的形質を示す陸棲クジラ類であるパキケトゥス科と、海棲への適応を示すその後の全てのクジラ類を大別しての、後者の呼称は真鯨類である。

## 誕生と繁栄
かつて、古鯨類は、歯の特徴に基づいて原始的有蹄動物の一グループであるメソニクス目から進化したと考えられていた。しかし近年では、新機軸による分子系統学と伝統的な形態学がそれぞれにもたらす新しい知見を容れて、偶蹄目のカバ科と姉妹関係にあるとの見方が支配的になった。古鯨類の祖型（カバ類の祖型でもある）は、白亜紀後期あるいは暁新世の早期のうちに、現在「偶蹄類」と呼ばれている偶蹄動物の原始的なグループの中から分化したと考えられる。分子系統学によれば、のちにラクダやイノシシに進化する系統に比しては、彼ら（鯨凹歯類）は遅れて分岐した。しかし、反芻類（絶滅した原始的反芻類と、現存する真反芻類）につながる系統よりは早い時期に分岐したとされている。その後クジラの祖先はカバを生み出す系統とも分かれ、海棲の哺乳類としての進化の道を辿ったものであろうとされる。白亜紀末期の大量絶滅（K-T境界）において、それまで長く繁栄していた首長竜などの海棲の大型爬虫類が絶滅し、当時の海洋の生態系においては空白が生じていた。クジラの祖先は、この空白を埋める形で大型海棲動物としての適応を遂げていったと推測される。
大部分の古鯨類は後肢を具えていて、現生鯨類とは明らかに違っている。始原的な種は頑丈な四肢を具えた完全な陸棲動物であったと考えられ、現在最もそれに近いと目されているのは最古のクジラであるとされ四肢を持つ動物でもあったパキケトゥスである。海進の時代である始新世を迎えて、古鯨類は、暖かく広大な浅海であるテティス海を中心として大いに栄え、多様かつ急速に進化していったと見られる。四肢は鰭へと変わり、陸棲向きである三半規管は退化して海棲向きである骨伝導構造を持ったクジラ類特有の耳骨等がそれに取って変わる。この進化の流れは非常に速く、同じ世の後期初頭には、初期のクジラ類とは著しく異なるレベルでの適応を果たし長大な体躯を持つバシロサウルスの段階にまで達した。すなわち、わずか800万年ほどの短期間で、クジラ類は陸棲から海棲という全く異なる環境への適応プロセスを基本的に完了していたことになる。

### 主な種類

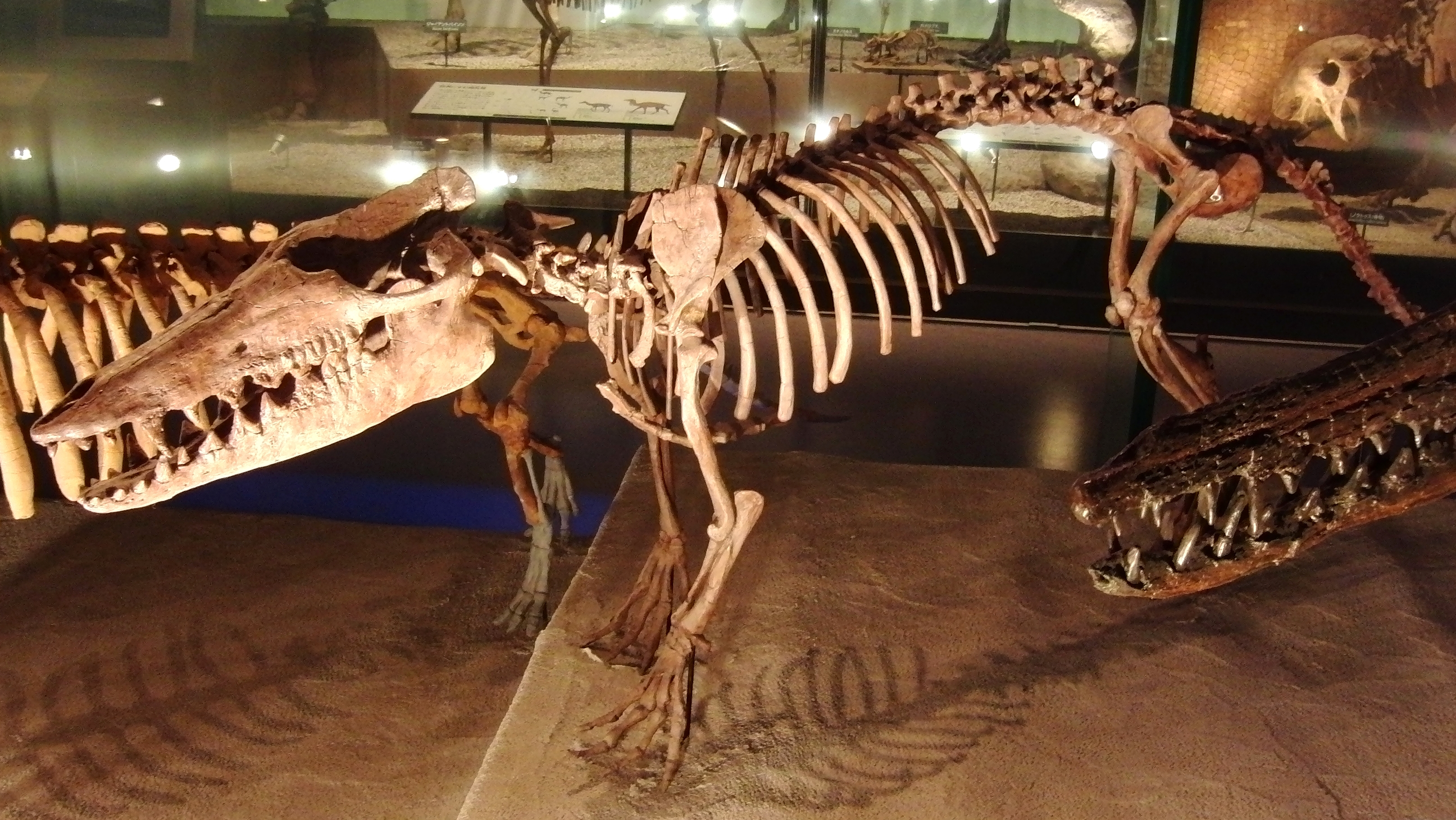
パキケトゥス・アトッキ（Pakicetus attocki）の骨格標本。国立科学博物館の展示。

- パキケトゥス ：約5,300万年前に生息、体長約1.8mとされる。パキケトゥス科に属し、パキスタンで発見された。長い尾を持ち、陸上の哺乳類としての四肢があり足先は蹄の形状をしている。内耳骨の全体的な形状はクジラに似ており、骨などの厚みから水中での骨伝導による聴覚を持っていたと考えられている。また内耳骨の一部である砧骨が偶蹄目の特徴を持っているとされることから、初期鯨偶蹄目から分岐、鯨になる途上の生物であると考えられている。

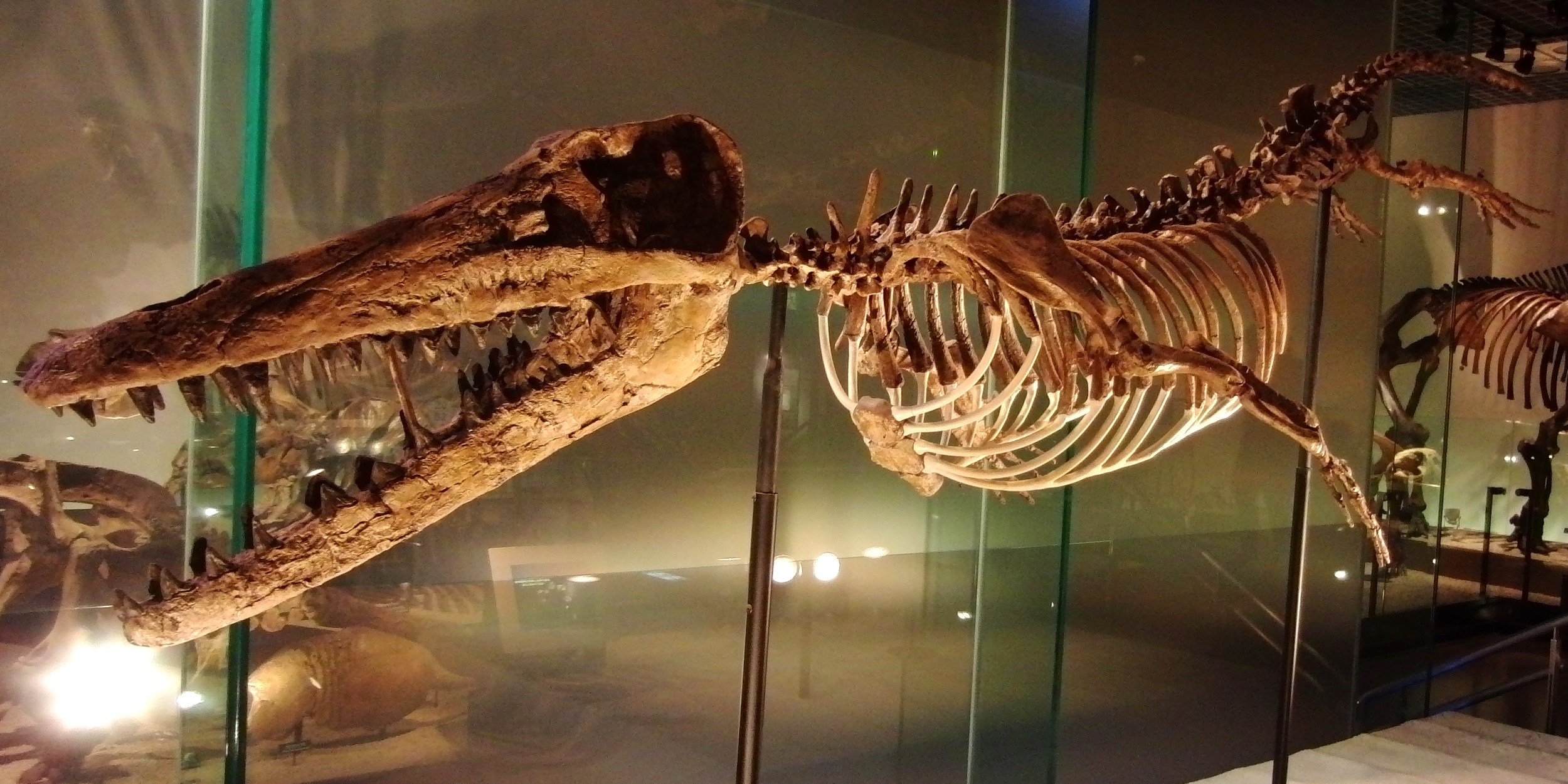
アンブロケトゥス・ナタンス（Ambulocetus natans）の骨格標本。国立科学博物館の展示。

- アンブロケトゥス ：約5,000万 - 4,900万年前に生息、体長約3mとされる。アンブロケトゥス科に属し、 インド･パキスタン地方で発見された。学名は泳ぎ歩くクジラの意である。代表種の一つとしてはアンブロケトゥス・ナタンスが挙げられる。長い尾を持ち、四肢もあるが四肢と全体との骨格比率はパキケトゥスより小さく短いものとなっている。また後足には水掻きがあったと考えられている。頑丈な骨格を持ち、復元想像図はカバとワニの中間の様である。頭部と顎の骨格は大きく発達しており、歯も肉食に適した形状となっており、水辺でワニのような捕食活動を行っていたといわれる。

- ロドケトゥス（en） ：約4,600万年前に生息、体長約2,5mから3mとされる。プロトケタス科に属し、パキスタンで発見された。代表種としてロドケトゥス・カスラニなどが挙げられる。根元が太く短い尾を持ち、四肢があるが陸上生活には適さない形状である。前足が細長く、後足は太く短くヒレを持つ。頭部には鼻腔は2つあり、テレスコーピング現象は表れていない。アンブロケトゥス同様、頭部および口蓋はワニやイルカのように長い特徴をもつ。

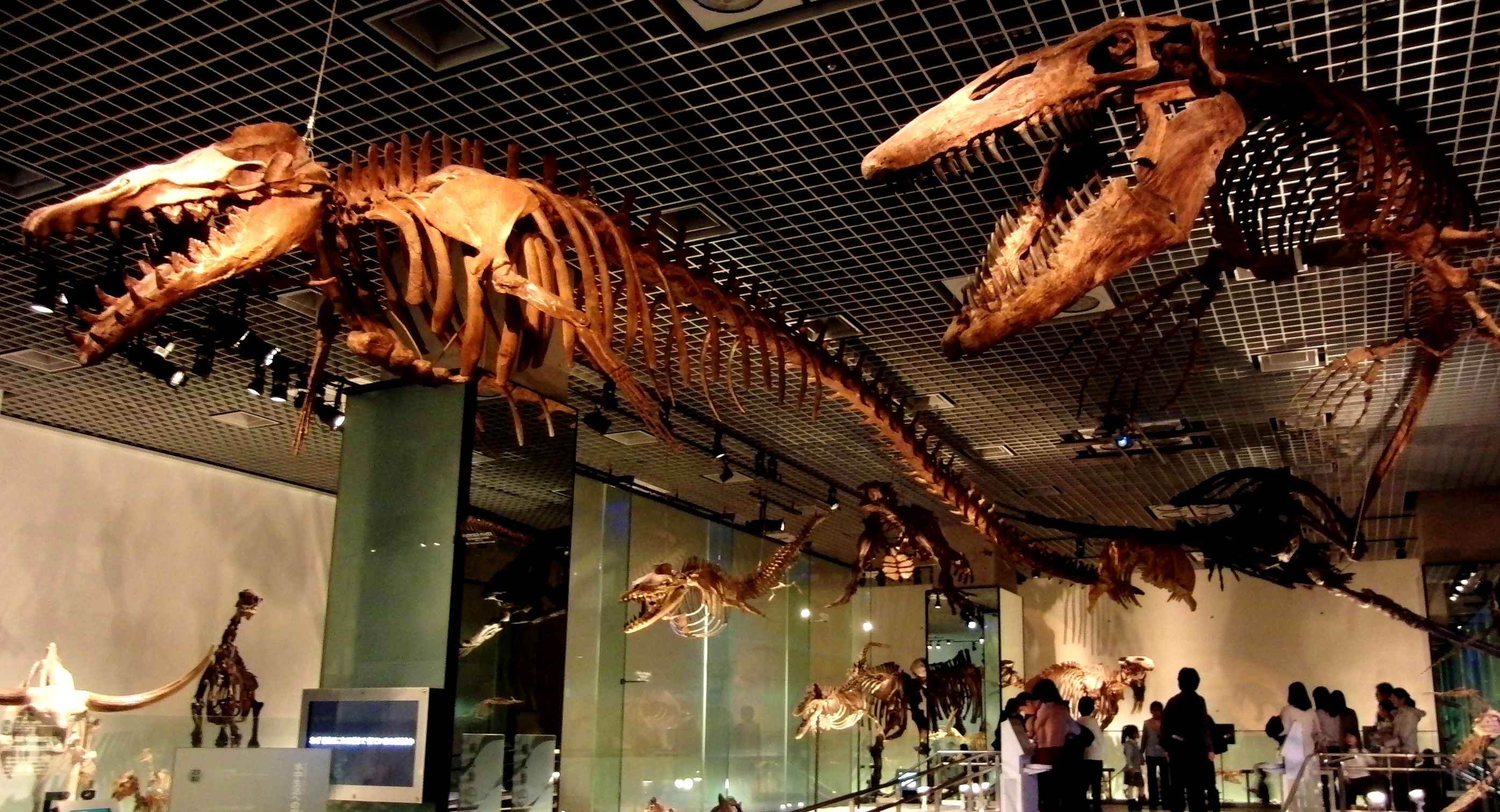
左：バシロサウルス・ケトイデス（Basilosaurus cetoides）の骨格標本（右はティロサウルス）。国立科学博物館の展示。

- バシロサウルス ：約4,000万 - 3,400万年前に生息、体長約20mとされる。バシロサウルス科に属し、エジプトで発見された。クジラ目とされる前は魚竜目とされバシロサウルスと名付けられたが、分類の変更とともにゼウグロドンという名へと変更が試みられたことがある。四肢は前足がヒレになり、後足はほとんど退化し、3本の指が残るだけである。尾が非常に長いが、骨格からはヒレ状の部分があったかは分からない。ただし、学術的推論から復元想像図では、様々なヒレが尾に描かれている。頭部には鼻腔は2つあり、テレスコーピング現象は表れていない。また頭部は頑丈で細長く上下の顎には肉食に適した歯が多数あり、この事などから魚竜と分類された一つの要因とされる。

## 絶滅
しかし、これら古鯨類は始新世と漸新世を隔てる絶滅期を乗り越えることかなわず、おそらくはバシロサウルス科中のドルドン亜科を唯一の例外として他はことごとく姿を消している。バシロサウルス科も次の世で見ることはできず、絶滅を逃れ得なかったはずであるが、正鯨類という子孫を残したのちに姿を消した。古鯨類の絶滅は、高度に進化した正鯨類の出現による淘汰圧もあるが、始新世末に起きた気候変動による海水温の低下や海退（始新世終末事件）、それに伴う生物量の減衰が大きく影響したものと見られ、あるいは、その両方が関係しているともいわれている。
古鯨類が絶滅した漸新世の生態系では、浅海の中型海棲捕食動物のニッチ（生態的地位）が“空席”となったが、クマ科の祖先に近い水陸両棲傾向の強い陸棲食肉類であるヘミキオン科（en）の一部がこれを埋めるべく進化を始めて分岐し、続く中新世までには本格的適応を遂げて鰭脚類（アザラシやアシカの仲間）という動物群の地位を確固たるものとしている。彼等は特に原始的な古鯨類が得ていた水陸両棲の中型捕食動物としての地位を占めることになった。
また、のちに外洋で進化したイルカ（小型のクジラ類）が分布を広げるなかで浅海や淡水域にまで進出したことにより、古鯨類の絶滅によってクジラ類の手からこぼれ落ちるかたちとなった「浅海の中型海棲捕食動物のニッチ」は、大幅に取り戻された。
古鯨類の鼻孔（噴気孔）はパキケトゥス科では頭部の前方に位置していたものが、次第に後方へ移動し、最末期の種の一つであるドルドンでは吻部の中間の位置に来ている。しかし、水面での呼吸を容易にする頭頂部への鼻孔の完全な移動は、正鯨類の登場以降に起こっている。さらなる海棲への適応進化である。

## 分類系統

### 分類

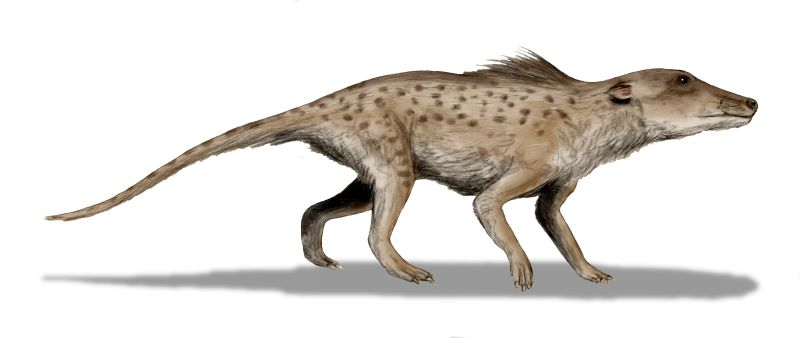
パキケトゥスPakicetus inachus
（パキケトゥス科）

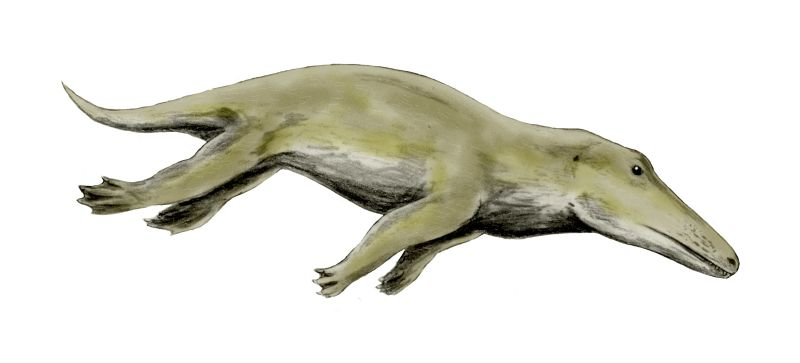
アンブロケトゥス Ambulocetus natans （アンブロケトゥス科）

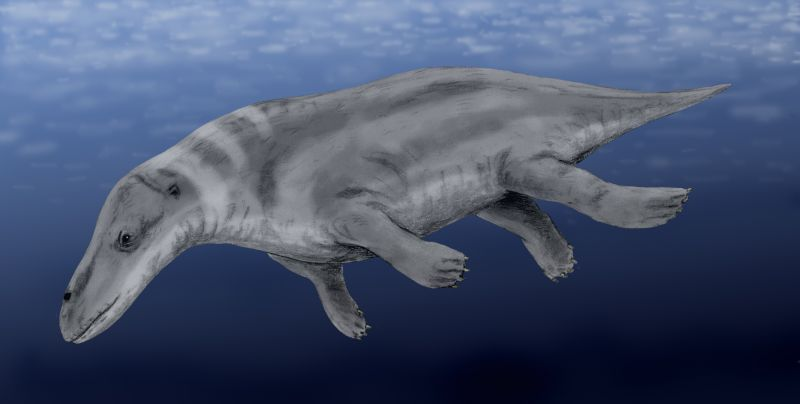
ロドケトゥスRodhocetus kasrani
（プロトケトゥス科 ）

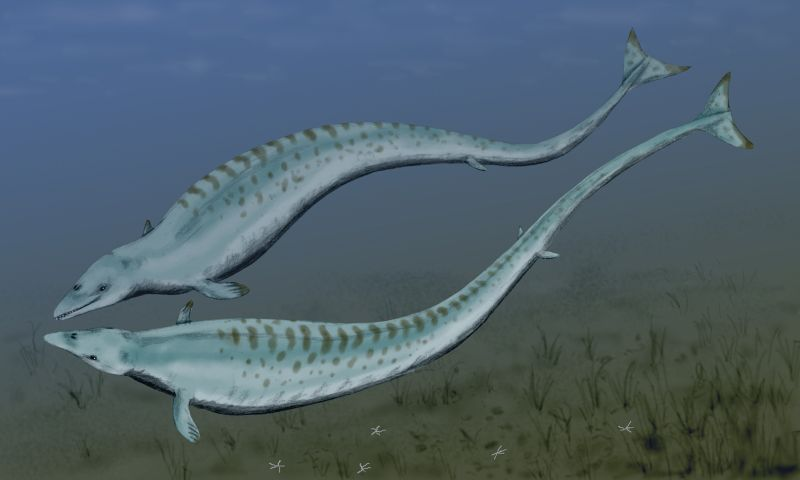
バシロサウルス Basilosaurus cetoides
（バシロサウルス科バシロサウルス亜科）

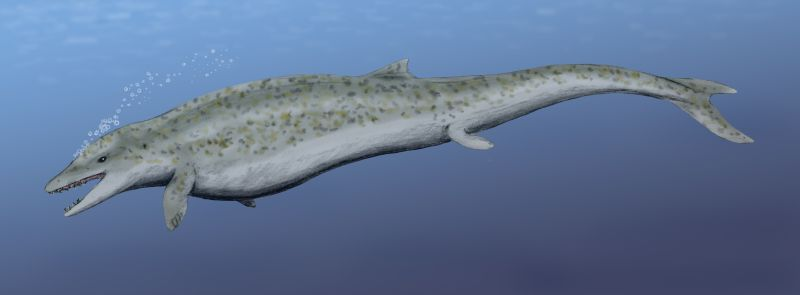
ドルドン Dorudon atrox
（バシロサウルス科ドルドン亜科）

古鯨類とその子孫（ハクジラ類とヒゲクジラ類）の分類。
- 鯨偶蹄目 Cetartiodactyla
  - 鯨類（階級なし。解体・整理されるべきクレード） Cetacea
    - 古鯨類（解体・整理されるべきクレード） Archaeoceti
      - パキケトゥス科 Pakicetidae
        - パキケトゥス Pakicetus
        - イクチオレステス Ichthyolestes
        - ナラケトゥス Nalacetus

      - アンブロケトゥス科 Ambulocetidae
        - ヒマラヤケトゥス Himalayacetus
        - ガンダカシア Gandakasia
        - アンブロケトゥス Ambulocetus

      - レミングトノケトゥス科 Remingtonocetidae
        - アットクキケトゥス（アトッキケタス） Attockicetus
        - ダラニステス Dalanistes
        - クッチケトゥス Kutchicetus
        - レミングトノケトゥス Remingtonocetus
        - アンドレウシフィウス（アンドリューシフィウス） Andrewsiphius

      - プロトケトゥス科 Protocetidae
        - アルティオケトゥス Artiocetus
        - タクラケトゥス Takracetus
        - ナッチトキア Natchitochia
        - パッポケトゥス Pappocetus
        - クィスラケトゥス Quisracetus
        - エオケトゥス Eocetus
        - ガヴィアケトゥス Gaviacetus
        - ロドケトゥス Rodhocetus
        - バビアケトゥス Babiacetus
        - インドケトゥス亜科 Indocetinae
          - インドケトゥス Indocetus
          - プロトケトゥス Protocetus
          - ゲオルギアケトゥス（ジョージアケタス） Georgiacetus

      - バシロサウルス科 Basilosauridae
        - バシロサウルス亜科 Basilosaurinae
          - プロゼウグロドン Prozeuglodon
          - バシロテウス Basilosaurus
          - バシロサウルス Basiloterus

        - ドルドン亜科 Dorudontinae
          - ドルドン Dorudon
          - アンカレケトゥス Ancalecetus
          - ジゴリザ（ジゴリーザ） Zygorhiza
          - ポントゲネウス Pontogeneus
          - サガケトゥス Saghacetus
          - クリソケトゥス Chrysocetus

    - ヒゲクジラ類 Mysticeti
    - ハクジラ類 Odontoceti
      - スクアロドン上科（未分類上科） Squalodontoidea
        - スクアロドン Squalodon

### 系統
鯨偶蹄目の系統はほぼ明らかになっているが、いくつかの系統の名称や分類階級は確立していない。
```
|
鯨偶蹄目
 
Cetartiodactyla

|--
鯨類
（階級なし） 
Cetacea

|  |--†
パキケトゥス科
 
Pakicetidae
 
|    `--
真鯨類

|      `--†
アンブロケトゥス科
 
Ambulocetidae
 
|        `---†
レミングトノケトゥス科
 
Remingtonocetidae
 
|           `--†
プロトケトゥス科
 
Protocetidae

|             |--†
ゲオルギアケトゥス
（ジョージアケトゥス） 
Georgiacetus

|             `--†
バシロサウルス科
 
Basilosauridae

|                |-----†
バシロサウルス亜科
 
Basilosaurinae

|                `--+--†
ドルドン亜科
 
Dorudontinae

|                   `--
正鯨類
 
Autoceta

|　                      |--
ハクジラ類
 
Odontoceti

|  　                    |  |--†
スクアロドン上科
（未分類上科） 
Squalodontoidea
 
|    　                  |  |  |--†
スクアロドン科
 
Squalodontidae
 
|      　                |  |  `--†
ラブドステウス科
 
Rhabdosteidae (Eurhinodelphidae)

|        　              |  `--
マッコウクジラ上科
 
Physeteroidea
 
|          　            `--
ヒゲクジラ類
 
Mysticeti

`--
偶蹄目
（階級なし） 
Artiodactyla
```

また、鯨偶蹄目全体の分類系統区分を、未整理である現状のままに表記すれば、以下のとおりである。分類階級について整合性の無い部分があることに注意。
```
|
鯨偶蹄目
 
Cetartiodactyla

|-- 
ラクダ亜目
（核脚亜目） 
Tylopoda

 `-- （未命名のクレード）
    |-- 
イノシシ亜目
（猪豚亜目） 
Suina
/
Suiformes

    `-- 
鯨反芻亜目
 
Cetruminantia

       `-- 
ウシ亜目
（反芻亜目） 
Ruminantia

          `-- 
鯨凹歯類
（ケタンコドンタ、あるいは、鯨河馬形類） 
Cetancodonta
 or 
Whippomorpha

             |-- 
カバ下目
（アンコドンタ） 
Ancodonta

             `-- 
鯨類
（クジラ類） 
Cetacea

                 `--+-- †
パキケトゥス科
 
Pakicetidae
 
                    `-- 
真鯨類

                        `-- 
正鯨類
（あるいは、新鯨類） 
Autoceta
 or 
Neoceti

                          |-- 
ハクジラ類
 
Odontoceti

                          `-- 
ヒゲクジラ類
 
Mysticeti
```